# Şalom
Şalom (hebrejsko: שָׁלוֹם, slovensko: Mir), je judovski tednik, ki izhaja v Turčiji. Ime je turško prečrkovanje hebrejske besede šalom, ki pomeni mir. Ustanovil ga je Avram Leyon, turški judovski novinar, 29. oktobera 1947. Natisnjen je v Istanbulu v 5000 izvodih. Razen ene strani, ki je v ladinu, je ves v turščini. Trenutni glavni urednik je İvo Molinas. Trenutni urednik je Yakup Barokas.